# Nysätra socken, Uppland
Nysätra socken i Uppland ingick i Lagunda härad, ingår sedan 1971 i Enköpings kommun och motsvarar från 2016 Nysätra distrikt.
Socknens areal är 62,37 kvadratkilometer varav 61,42 land. År 2000 fanns här 402 invånare.  Ryda kungsgård samt kyrkbyn Nysätraby med sockenkyrkan Nysätra kyrka ligger i socknen.  

## Administrativ historik
Nysätra socken har medeltida ursprung.
Vid kommunreformen 1862 övergick socknens ansvar för de kyrkliga frågorna till Nysätra församling och för de borgerliga frågorna bildades Nysätra landskommun. Landskommunen uppgick 1952 i Lagunda landskommun som 1971 uppgick i Enköpings kommun. Församlingen uppgick 2010 i Lagunda församling.
1 januari 2016 inrättades distriktet Nysätra, med samma omfattning som församlingen hade 1999/2000.  
Socknen har tillhört län, fögderier, tingslag och domsagor enligt vad som beskrivs i artikeln Lagunda härad. De indelta soldaterna tillhörde Upplands regemente, Hagunda kompani och Livregementets dragonkår, Uppsala skvadron.

## Geografi
Nysätra socken ligger nordost om Enköping, sydväst om Uppsala och norr om Örsundaån. Socknen är en skogsbygd med slättbygd i söder vid ån.

## Fornlämningar
Från bronsålderns finns spridda gravrösen och skärvstenshögar. Från järnåldern finns 17 gravfält och två fornborgar. Fem runstenar har påträffats. Vid Åloppe i nordväst finns flera gropkeramiska fynd.

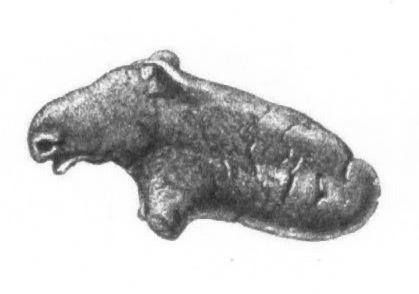
Älgfigur i bränd lera, från Åloppe.
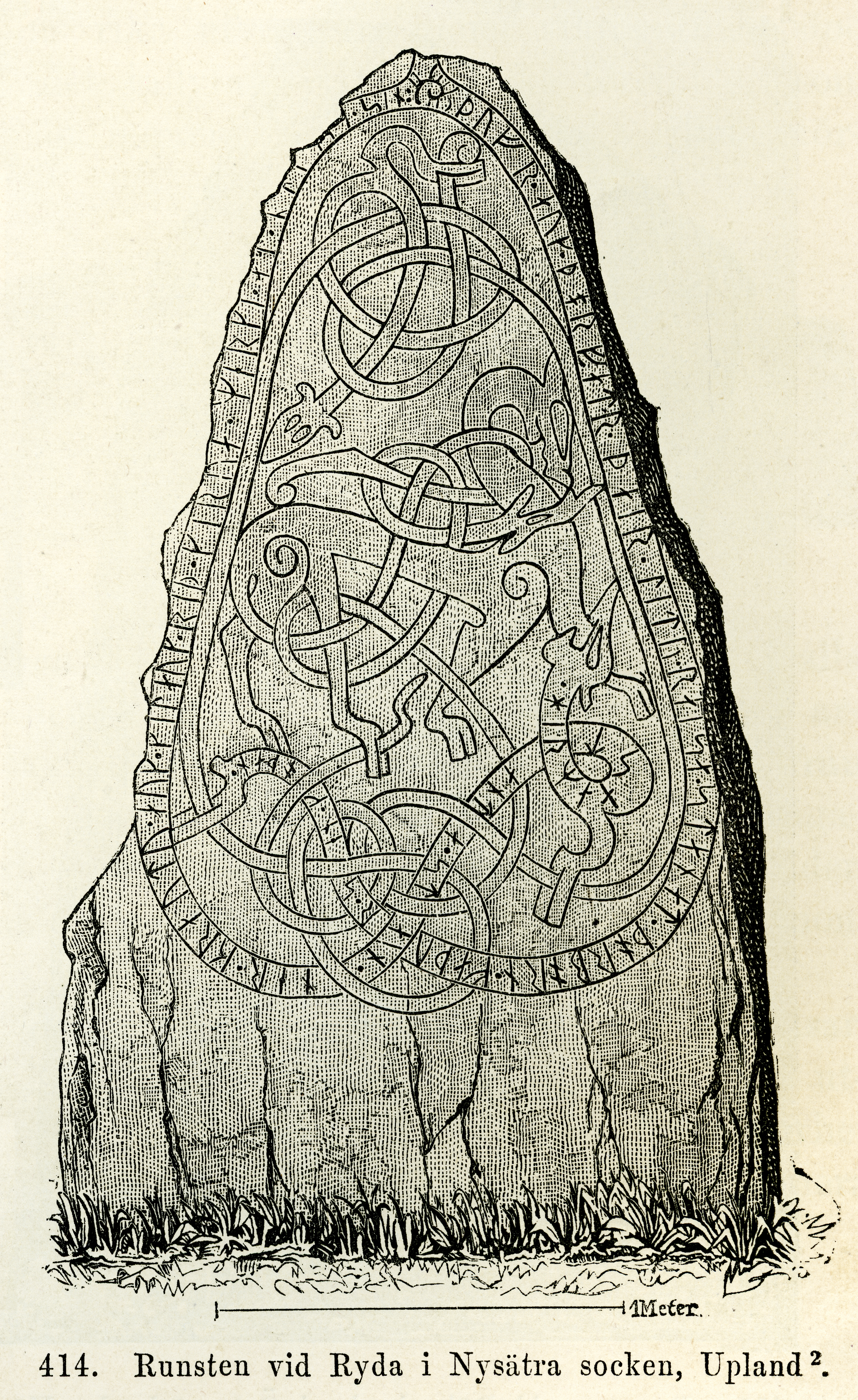
Runsten (U 838) vid Ryda.

## Namnet
Namnet skrevs 1286 Nysæter och innehåller ny och säter, 'utmarksäng' och bör ursprungligen avsett ängarna vid ån.